# Joseph Morton (Gouverneur)
Joseph Morton (* um 1630 in Wells, Somerset; † Januar 1688) war ein englischer Kolonist und zweimaliger Gouverneur der Province of Carolina. Nach seiner Ankunft in Carolina wurde er zu einem wichtigen Anführer der Dissenter, den religiösen Auswanderern in der englischen Kolonie. 

## Lebenslauf
Die Quellenlage über Joseph Morton ist nicht sehr ergiebig. Über seine Jugend und Schulausbildung ist nichts überliefert. Im Jahr 1681 führte er eine Gruppe von religiös motivierten Auswanderern, sogenannte Dissenter, in die Province of Carolina. Sie ließen sich bei Port Royal im späteren US-Staat South Carolina nieder. Obwohl er nicht der in der Kolonie dominierenden Gruppe der sogenannten Proprietoren angehörte, wurde er im Oktober 1682 als Nachfolger von Joseph West zum Kolonialgouverneur und Landgraf ernannt. Dieses Amt bekleidete er zwischen Oktober 1682 und August 1684. Da er in den Augen der Proprietoren nicht genug gegen den indianischen Sklavenhandel und die Piraterie unternommen hatte, wurde er dann von Richard Kyrle abgelöst. Kyrle verstarb aber kurze Zeit später, der nächste Nachfolger (Robert Quarry) versteckte Piraten, der dritte (Joseph West) trat schnell von seinem Amt zurück. So übte Morton zwischen Oktober 1685 und November 1686 dieses Amt nochmals aus. Er scheiterte schließlich an internen Streitigkeiten unter den Kolonisten, und gab sein Amt an James Colleton ab. Als er 1687 nach spanischen Überfällen auf die schottische Kolonie Stuarts Town aus Rache eine Militärinvasion in das damals spanische Florida plante, war seine politische Karriere vollständig beendet. Morton starb im Januar 1688, sein Sterbeort und genaues Sterbedatum sind nicht bekannt.
Sein Sohn, Joseph Morton Junior, war ebenfalls ein einflussreicher Wortführer. Seine Tochter Deborah Morton heiratete Joseph Blake, der ebenfalls Kolonialgouverneur in South Carolina war. 

## Belege
1. 1 2 3 4 5  L. H. Roper: Morton, Joseph, Sr. In: South Carolina Encyclopedia. University of South Carolina, Institute for Southern Studies, 20. Oktober 2016, abgerufen am 15. Dezember 2020 (amerikanisches Englisch).
2. ↑  A. S. Salley: Governor Joseph Morton and Some of His Descendants. In: The South Carolina Historical and Genealogical Magazine. Band 5, Nr. 2, 1904, ISSN 0148-7825, S. 108–116, JSTOR:27575063 (englisch).
3. 1 2  Carolina Governors - Joseph Morton. In: carolana.com. Abgerufen am 15. Dezember 2020.

| Personendaten    | Personendaten                                             |
| ---------------- | --------------------------------------------------------- |
| NAME             | Morton, Joseph                                            |
| KURZBESCHREIBUNG | englischer Politiker, Gouverneur der Province of Carolina |
| GEBURTSDATUM     | um 1630                                                   |
| GEBURTSORT       | Wells, Somerset                                           |
| STERBEDATUM      | Januar 1688                                               |